# R (Roseliaの曲)
『R』（アール）は、2018年7月25日に発売されたRoseliaの6thシングルである。なお、メンバーの今井リサを演じてきた遠藤ゆりかの卒業に伴い、今作より後任の中島由貴が楽曲に参加する。カップリング曲は1stシングルおよび1stアルバム収録曲のリマスタ―版となっている。
通常盤（BRMM-10128）とBlu-ray付生産限定盤（BRMM-10127）の二種類がリリースされる。Blu-rayには東京ビッグサイトにて2018年1月13日から14日に開催された『ガルパライブ』のライブ映像および『Neo-Aspect』のミュージックビデオを収録。
初回生産特典として、イベント「Roselia Fan Meeting 2018」の抽選応募申込券が封入。

## 収録曲

### 生産限定盤・通常盤共通
| 全作詞: 織田あすか（Elements Garden）、全編曲: 藤永龍太郎（Elements Garden）。出典： |                                                                 |                               |                                         |
| #                                                                                    | タイトル                                                        | 作詞                          | 作曲                                    |
| 1.                                                                                   | 「R」                                                           | 織田あすか（Elements Garden） | 上松範康（Elements Garden）（注記除く） |
| 2.                                                                                   | 「BLACK SHOUT（リマスターver.）」                               | 織田あすか（Elements Garden） | 上松範康（Elements Garden）（注記除く） |
| 3.                                                                                   | 「Neo-Aspect（リマスターver.）」(藤永龍太郎（Elements Garden）) | 織田あすか（Elements Garden） | 上松範康（Elements Garden）（注記除く） |
| 4.                                                                                   | 「R」(instrumental)                                             | 織田あすか（Elements Garden） | 上松範康（Elements Garden）（注記除く） |
| 5.                                                                                   | 「BLACK SHOUT（リマスターver.）」(instrumental)                 | 織田あすか（Elements Garden） | 上松範康（Elements Garden）（注記除く） |

### Blu-ray（生産限定盤のみ）
1. Day1（「ガルパライブ」2018年1月13日、東京ビッグサイト）
  1. LOUDER
  2. Re:birth day
  3. 陽だまりロードナイト
  4. ONENESS
2. Day2（「ガルパライブ」2018年1月14日、東京ビッグサイト）
  1. BLACK SHOUT
  2. 熱色スターマイン
  3. ONENESS
3. 「Neo-Aspect」 Music Video

## チャート成績
本作は、オリコンシングルランキングにおいて初登場3位でランクインした。これは、前作「Operaof the wasteland」の時の最高位である5位を上回り、シングルランキングでトップ3を飾るのは本作が初めてである。

## 評価
ライターの宗像明将は、リアルサウンドに寄せた記事の中で、「R」について、驚くほどキャッチ―で、歌謡ロックを思わせるとし、おもわず「NAONのYAON」という言葉が思い浮かんだと述べている。